# ジャコウカミキリ

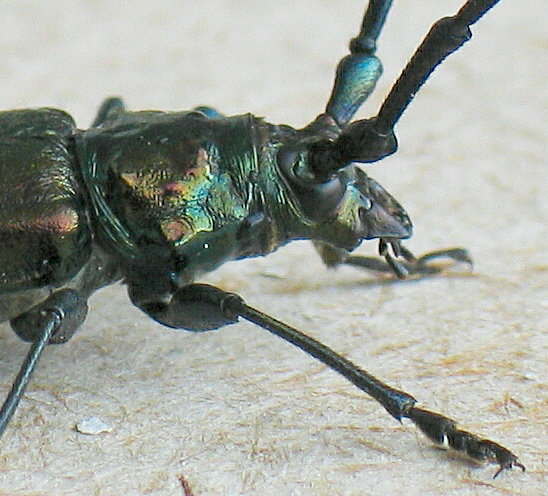
口吻部分の拡大

ジャコウカミキリ（麝香天牛、学名：Aromia moschata）は、ユーラシア大陸に棲息するカミキリムシ科の昆虫である。体から麝香臭を放っているために名付けられた。

## 特徴
ジャコウカミキリは、銅色や緑色の金属質な前胸背板が特徴である。スペインとイタリア南部を除くヨーロッパ全土や北アフリカ、アジア、日本に分布する。前胸背板の色がより赤みがかった亜種も存在する。触角はオスでは体長より長く、メスでは体長と同程度である。東洋の亜種の方が触角は短い。

## 生態
成虫は常に葉の上で見つかる。特に、幼虫が住むヤナギの葉の上にいることが多い。